# Титова, Ирина Михайловна
Ири́на Миха́йловна Тито́ва (26 марта 1954 года — 31 мая 2007 года, Санкт-Петербург) — советский и российский учёный в области методики обучения химии, педагог, доктор педагогических наук, член-корреспондент РАО, директор Научно-исследовательского института общего образования РГПУ имени А. И. Герцена, автор концепции гуманизации развивающего обучения химии, автор и соавтор учебников и учебных пособий по химии для школы.

## Биография
Родилась в 1954 году. В 1976 году окончила факультет естествознания ЛГПИ имени А. И. Герцена. Работала учителем химии и биологии с 1976 по 1986 год в школе № 410 Ленинграда (ныне — лицей № 410 Пушкинского района Санкт-Петербурга). Под руководством Н. Е. Кузнецовой защитила в 1985 году кандидатскую, а в 1994 году докторскую диссертацию. Тема докторской диссертации — «Методические основы развивающего обучения химии». C 1999 года — профессор, с 23 апреля 2004 года — член-корреспондент РАО по Отделению общего среднего образования.

## Сфера научных интересов
Работы И. М. Титовой посвящены вопросам развивающего обучения химии в школе, аспектам гуманизации химического образования.

## Основные публикации
- Титова, И. М. Химия и искусство: 10-11 классы: учебное пособие для учащихся общеобразовательных учреждений. — М. : Вентана-Граф, 2007. — 368 с. — ISBN 978-5-360-00089-1.
- Титова, И. М. Малый химический тренажер: Технология организации адаптационно-развивающих диалогов. Комплект дидактических материалов для 8-11 классов общеобразовательной школы. — М. : Издательский центр "Вентана-Графф", 2001. — 48 с. — ISBN 5-9252-0161-2.
- Титова, И. М. Обучение химии. Психолого-методический подход. — СПб. : КАРО, 2002. — 204 с. — ISBN 5-89815-138-9.
- Титова, И. М. Уроки химии VIII класс. Система личностного развития учащихся: Пособие для учителя. — СПб. : КАРО, 2002. — 256 с. — ISBN 5-89815-151-6.
- Кузнецова, Н. Е. Химия. Учебник для учащихся 8 класса общеобразовательных учреждений / Н. Е. Кузнецова, И. М. Титова, Н. Н. Гара … [и др.]. — М. : Вентана-Граф, 1997. — 336 с. — ISBN 5887170425.
- Кузнецова, Н. Е. Программы по химии для 8-11 классов общеобразовательных учреждений / под ред Н. Е. Кузнецовой / Н. Е. Кузнецова, И. М. Титова, Н. Н. Гара … [и др.]. — М. : Вентана-Граф, 2006. — 128 с. — ISBN 5887179228.